# Marcus Atius Balbus (ifjabb)
Az ifjabb Marcus Atius Balbus az azonos nevű Atius (i. e. 148 - i. e. 87) és Pompeia Strabo gyermeke volt, így Cnaeus Pompeius Strabo consul unokája. I. e. 105-ben született, 54 éves korában halt meg. Az Atius nemzetség Aricia városából (ma Ariccia) származott, az ifjabb Marcus ott nőtt fel. A család ragadványneve, a Balbus dadogót jelent.
Marcus Atius Balbus Caius Iulius Caesar testvérét, Iulia Caesarist vette feleségül. Három gyermekük született: Atia Balba (Prima), Atia Balba Caesonis és Atia Balba (Tertia).
Marcus i. e. 62-ben praetor lett és Szadínia-sziget kormányzója. I. e. 59-ben Pompeius Magnusszal együtt osztottak földet Campania frissen meghódított területein. Cicero szerint jelentéktelen személy volt, ennek ellenére Suetonius is megemlíti a Caesarok életében.

## Fordítás
- Ez a szócikk részben vagy egészben  a   Marcus Atius című angol Wikipédia-szócikk fordításán alapul.  Az eredeti cikk szerkesztőit annak laptörténete sorolja fel. Ez a jelzés csupán a megfogalmazás eredetét és a szerzői jogokat jelzi, nem szolgál a cikkben szereplő információk forrásmegjelöléseként.